# Ассоциация специализированных продуктов питания
Ассоциация специализированных продуктов питания (АСПП, англ. Specialty Food Association, SFA) — основанная на членстве некоммерческая торговая ассоциация в США, представляющая более 3800 компаний-членов. АСПП была создана в 1952 году для развития торговли, коммерции и интереса к индустрии специальных пищевых продуктов в США, стоимость которой по состоянию на май 2020 года составила 148 миллиардов долларов.
Ассоциация является некоммерческой организацией, членами которой являются ремесленники, поставщики, импортёры и предприниматели, а также дистрибьюторы, розничные торговцы и другие лица, участвующие в торговле специализированными продуктами питания. Руководствуясь основными ценностями инноваций и инклюзивности, SFA поддерживает членов и отрасль, разрабатывая ресурсы, образовательные программы и мероприятия. К ним относятся полугодовые шоу Fancy Food Shows, ежегодные State of the Special Food Industry и State of the Specialty Food Consumer Reports, а также ежегодные sofi™ Awards в честь превосходства в области специализированных продуктов питания.
Билл Линч (англ. Bill Lynch) был назначен временным президентом АСПП в мае 2020 года и назначен президентом АСПП в ноябре 2020 года.
Ассоциация специализированных пищевых продуктов (ранее NASFT) в настоящее время находится по адресу 136 Madison Ave в Нью-Йорке.

В 2023 году Specialty Food Association запустила новую инициативу под названием «Specialty Food Live!», которая представляет собой виртуальную торговую платформу для членов ассоциации. Эта платформа позволяет производителям и покупателям взаимодействовать и вести бизнес онлайн, предлагая новые возможности для сетевого взаимодействия и продвижения продуктов, особенно в условиях мира после пандемии.